# Aramengo
Aramengo – miejscowość i gmina we Włoszech, w regionie Piemont, w prowincji Asti.
Według danych na styczeń 2009 gminę zamieszkiwało 627 osób przy gęstości zaludnienia 55 os./1 km².